# Glucosammina N-acetiltransferasi
La glucosammina N-acetiltransferasi è un enzima appartenente alla classe delle transferasi, che catalizza la seguente reazione:
acetil-CoA + D-glucosammina ⇄ CoA + N-acetil-D-glucosammina